# Sainte-Cécile-d’Andorge
Sainte-Cécile-d’Andorge település Franciaországban, Gard megyében. Lakosainak száma 528 fő (2022. január 1.). Sainte-Cécile-d’Andorge Chamborigaud, Saint-Julien-des-Points, Le Collet-de-Dèze, Portes, La Vernarède, La Grand-Combe és Branoux-les-Taillades községekkel határos.

## Népesség
A település népessége az elmúlt években az alábbi módon változott:
| Lakosok száma | 620  | 476  | 483  | 543  | 568  | 576  | 586  | 594  | 572  | 528  |
|               | 1968 | 1982 | 1990 | 2006 | 2013 | 2015 | 2017 | 2019 | 2020 | 2022 |